# Sentmenat
Sentmenat è un comune spagnolo di 5 921 abitanti situato nella comunità autonoma della Catalogna.